# 薩季夫
50°41′15″N 24°54′13″E / 50.68750°N 24.90361°E
薩季夫（烏克蘭語：Садів），是烏克蘭的村落，位於該國西部沃倫州，由盧茨克區負責管轄，始建於1284年，面積1.67平方公里，海拔高度204米，2001年人口830，人口密度每平方公里497.01人。